# Golka (Gola Grodkowska)
Golka – przysiółek wsi Gola Grodkowska w Polsce położony w województwie opolskim, w powiecie brzeskim, w gminie Grodków.
Miejscowość wchodzi w skład sołectwa Gola Grodkowska.
W latach 1975–1998 miejscowość administracyjnie należała do starego woj. opolskiego.